# 東バイパス

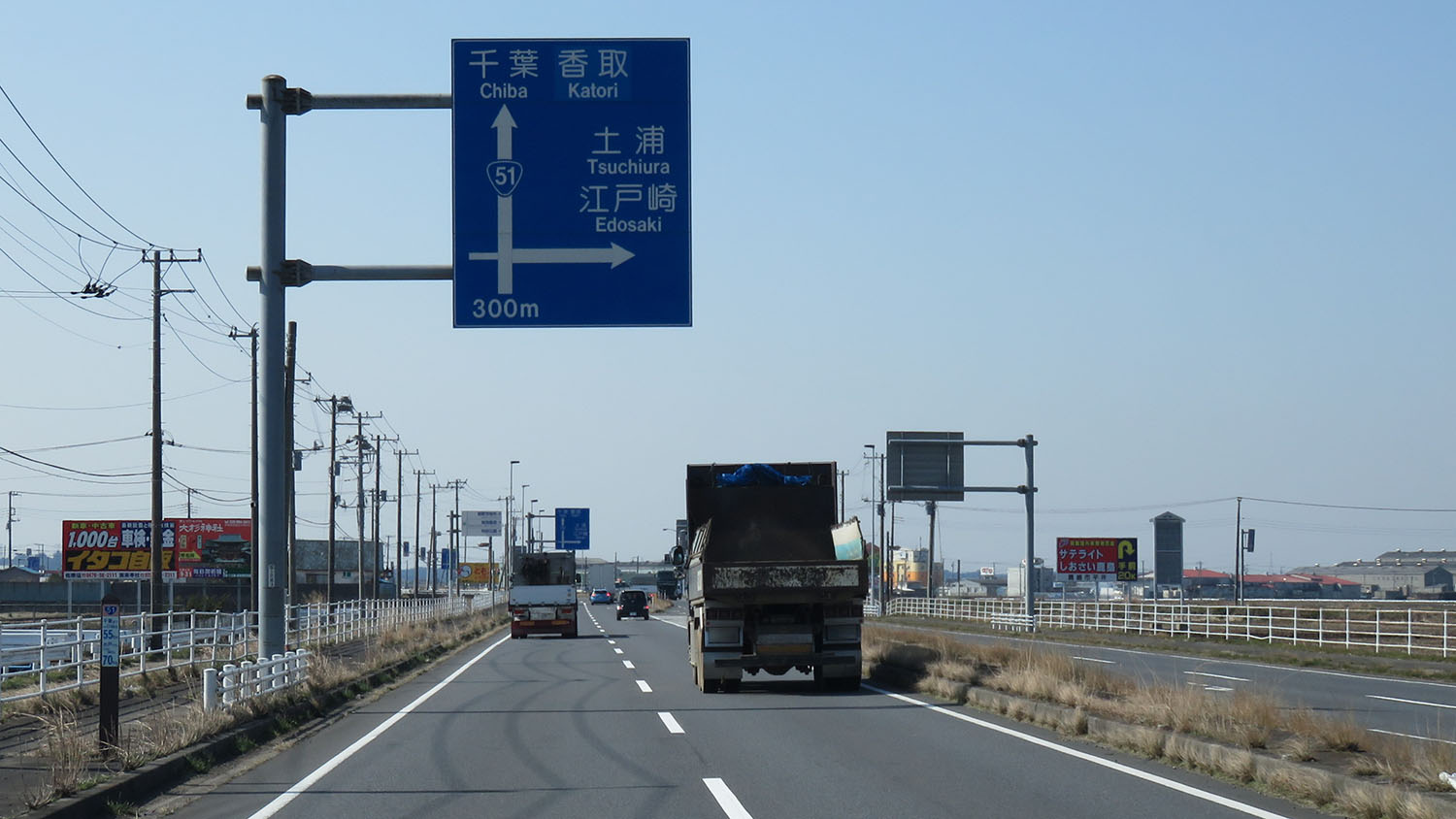
東バイパス
茨城県稲敷市佐原下手

東バイパス（あづまバイパス）は茨城県稲敷市内を通る国道51号のバイパスである。

## 概要
- 起点 : 稲敷市西代
- 終点 : 稲敷市境島（茨城県道2号交点）
- 距離 : 5.0km
- 車線数 : 4車線
- 区分 :
- 設計速度 :

バイパス化後の旧道は茨城県移管となり県道水戸鉾田佐原線となった。

## 歴史
- 1981年（昭和56年）1月 - 科学万博関連の道路整備事業として工事着手
- 1985年（昭和60年）3月 - 起点～国道125号交点までの区間1.5kmが部分開通、2車線で暫定供用
- 1990年（平成2年）4月 - 全区間開通（2車線暫定供用）
- 2001年（平成13年）3月 - 国道125号交点～終点までの区間3.6kmが4車線化

## 交差する道路
- 国道125号（稲敷市西代）